# تندک
تُندُک نام روستایی از توابع بخش مرکزی شهرستان ششتمد استان خراسان رضوی است.

## دربارهٔ روستا
این روستا در دهستان تکاب کوه میش قرار داشته و بر اساس سرشماری سال ۱۳۸۵ جمعیت آن ۱٬۴۶۹ نفر (۴۳۱ خانوار) بوده، در حالی که بر اساس سرشماری سال ۹۰ جمعیت این روستابه بالغ بر ۲۰۰۰ نفر افزایش پیدا کرده، محصولات اصلی این روستا بادام، جو، گندم، انگور محسوب می‌گردد، شغل اصلی مردم این روستا کشاورزی ،دامداری و قالی بافی (اغلب خانم ها)بوده که کشاورزی مردم این روستا را اغلب محصولات دیم تشکیل می‌دهد، ولی با این حال روستا دارای دو چاه عمیق می‌باشد،این روستا در جوار کوه میش قرار گرفته و از نواحی کوهستانی و سرد بخش ششتمد به حساب می‌آید، در این روستا بافت قدیم خانه ها بیشتر به صورت متمرکز و پلکانی بوده ولی بافت جدید اغلب پراکنده و در کنار راه های اصلی و فرعی به روستا شکل گرفته است. روستاهای مجاور آن طرسک، مچ و قاسمی می‌باشند و از جنوب به شهرستان بردسکن متصل می‌باشد.
روستای تندک یکی از قطب های تولید بادام دیم در خراسان رضوی محسوب می شود که می تواند به مرکز خرید همگانی این محصول ارزشمند و مغذی تبدیل شود همچنین روغن زرد حیوانی این روستا نزد مردم سبزوار معروف می‌باشد.
فرسایش لانه زنبوری یا تافونی در ماسه سنگ های تقریباً یکنواخت که به صورت حفره های متعدد کروی شکل در ابعاد مختلف با دهانه هایی مدور و فضای داخلی کوچک و بزرگ دیده می شود (در اصطلاح محلی به آن غال کمر می گویند) و همچنین گسل راندگی در این روستا با سطح وسیعی از سنگ های اولترا بازیک که بر روی مارنهای میوسن رانده شده است می تواند مورد توجه بخش اکوتوریسم علمی قرار گیرد.